# Boa Ventura (distrito de Itaperuna)
Boa Ventura é o 6º distrito do município de Itaperuna, no noroeste do Estado do Rio de Janeiro. 
Pela Lei Ordinária nº 6860 de 15 de julho de 2014, o distrito foi denominado como a Capital da Bermuda.  Com uma população de 2,529 habitantes, Boa Ventura conta com 11 fábricas de bermudas e gera cerca de 1.200 empregos diretos e 700 indiretos, configurando a maior produção de bermudas de todo o país, totalizando, diariamente, 15 mil bermudas, além de calças, camisas e pijamas.